# Jean Esprangle
Jean Marie Esprangle, né le 22 février 1921 à Ermont et décédé le 8 mars 1944 à Paris, est un athlète français, spécialiste du 400 m.

## Biographie
Titré sur 400 m dans la catégorie junior en 1939 et 1941, il est sélectionné pour représenter la France lors d'un match junior contre la Belgique. Il confirme en remportant l'épreuve du 400 mètres des championnats de France d'athlétisme 1943. 
Le mardi 7 mars 1944, au cours d'une attaque aérienne sur Paris, il est grièvement blessé par des éclats d'obus de lutte antiaérienne. Transporté à l'hôpital Bichat, il succombe à ses blessures le lendemain. 

## Palmarès
| Date | Compétition                         | Lieu | Résultat | Épreuve | Marque |
| ---- | ----------------------------------- | ---- | -------- | ------- | ------ |
| 1943 | Championnats de France d'athlétisme | Lyon | 1er      | 400 m   | 49 s 4 |

## Hommages
Une place d'Ermont porte son nom. 